# Sungai Talang
Sungai Talang is een bestuurslaag in het regentschap Lima Puluh Kota van de provincie West-Sumatra, Indonesië. Sungai Talang telt 4644 inwoners (volkstelling 2010).